# NGC 7639
NGC 7639 este o galaxie situată în constelația Pegas. A fost descoperită în 8 august 1880 de către .